# Kyranna de Thessalonique
Kyranna de Thessalonique, née en 1731 et morte sous la torture le 28 février 1751, est une sainte orthodoxe. Originaire du village d'Avissoka, près de Thessalonique, elle fut martyrisée par les Ottomans. Elle est fêtée le 28 février.

## Biographie
Kyranna était originaire de la localité d'Avissoka (aujourd'hui Ossa), dans la région de Thessalonique, et était réputée pour sa piété et sa beauté.
Un janissaire ottoman, qui était surintendant de police et chargé de la collecte des impôts, s'éprit un jour follement d'elle et essaya de la conquérir. Comme elle restait inflexible à ses avances, il l'emmena alors de force devant un juge de Thessalonique auquel il affirma avec la participation de deux faux témoins qu'elle avait accepté ses offres de mariage et promis de se convertir à l'islam avant de se rétracter.
Kyranna répondit alors aux accusations que « Moi, je suis chrétienne, et je n’ai d’époux que le Christ, auquel j’offre en dot ma virginité. C’est Lui que j’aime et je suis prête à verser mon sang pour Lui !»
Elle fut alors emprisonnée et le janissaire obtint l'autorisation du bey de la garnison de Thessalonique d'aller dans la prison quand il le désirait. Il s'y rendit à plusieurs reprises avec d'autres janissaires pour la battre et la torturer. Lorsqu'ils se retiraient, le gêolier venait la suspendre par les aisselles et la frappait à coups de verges, malgré les cris et les réprimandes des autres détenus dans la cellule. Après sept jours de tortures, le geôlier de la prison s'en prit à elle dans un excès de rage et finit par la tuer à coup de pic.  
Vers 4 ou 5 heures du matin, une lumière surnaturelle apparut sur la dépouille de la sainte, et une odeur miraculeuse se répandit dans toute la prison. Les détenus chrétiens qui étaient dans la cellule se mirent à prier. Le geôlier trembla de peur devant ce phénomène et, par la suite, les Ottomans donnèrent aux chrétiens l'autorisation de prendre son corps pour l'ensevelir.
Toute trace du lieu de son enterrement furent perdus et les documents écrits ne mentionnent que le fait qu'elle l'avait été en-dehors de Thessalonique.

## Vénération et découverte du corps
Kyranna est proclamée néomartyre par l'Église orthodoxe. Son vie est raconté par Nicodème l'Hagiorite dans son Nouveau Martyrologe. Une église édifiée à Óssa en 1840 attire de nombreux pèlerins. Son martyre y est commémoré chaque année mais les fidèles n'y vénèrent, pour toutes reliques, que des vêtements lui ayant appartenus.
En 2011, pour le deux cent soixantième anniversaire de sa mort, le métropolite Jean (en) de Langadás proclame une année en l'honneur de la sainte et relance la recherche de sa tombe avec l'aide d'experts. Le métropolite fait aussi appel à un moine du mont Athos, réputé pour ses visions, qui l'oriente vers l'autel de l'église des Saints-Archanges, à Óssa. Les fouilles menées à cet endroit mettent au jour le 12 septembre 2011 les os d'une jeune femme encore chaussée. L'analyse scientifique des restes permettent de déterminer son âge, sa taille et la date de sa mort, informations toutes jugées cohérentes avec les connaissances historiques sur Kyranna. À la lumière de ces résultats exceptionnels, le métropolite Jean annoncent la découverte du corps de la sainte au patriarche œcuménique Bartholomée Ier et à l'archevêque Hiéronyme II d'Athènes, puis au public.

## Source
- Le synaxaire, vie des saints de l'Église orthodoxe, Hiéromoine Macaire de Simonospétra, Thessalonique, Éditions To perivoli tis Panaghias, 1996.